# Muzej Domovinskog rata u Splitu
Muzej Domovinskog rata u Splitu, specijalizirani povijesni muzej. Današnja lokacija je na adresi Poljička cesta 39 (Split 3), Split. Razmatrana buduća lokacija je u Spinutu, kod Doma HV i stadiona u Poljudu.

## Osnovno o muzeju
Tematski obrađuje Domovinski rat, hrvatski pravedni, legitimni, obrambeno-oslobodilački rat protiv velikosrpsko-velikocrnogorske agresije u razdoblju od 1990. do 1995. godine, događaju iz kojeg je nastala Republika Hrvatska.
Muzej je koncipiran građom prikazati Domovinski rat. Zemljopisno obuhvaća prostor od južnih padina Velebita do područja Južnog bojišta. Radi dobivanja potpune zaokružene slike ratnih događaja iz Domovinskog rata, osim tih dijelova Hrvatske, usporedno će biti prikazan i ostali dio Hrvatske kroz ključne događaje i vojne operacije na tim dijelovima zahvaćenim ratom i ratnim stradanjima. Zadaća Muzeja je sustavno sabirati, istraživati, čuvati, stručno održavati i prezentirati građu iz Domovinskog rata.

## Povijest
Nastojalo se u prošlosti osnovati ustanovu kojom bi se odala počast poginulim hrvatskim braniteljima i trajno očuvala uspomena na ratna događanja iz Domovinskog rata u Splitu i Dalmaciji. Oblici ustanove bili su spomen soba, postava u sklopu jednog od postojećih muzeja i na koncu posebni muzej. Do 2015. godine ništa nije ostvareno od zamisli. Udruge borbenih postrojbâ grada Splita tijekom 2015. godine inicirale su da se u Splitu osnuje Muzej Domovinskog rata. 2. rujna 2015. Grad Split imenovao je povjerenstvo čija je zadaća bila pripremiti svu potrebnu dokumentaciju za osnivanje tog muzeja. 30. rujna 2015. na sjednici Gradskog vijeća to je usvojeno. Također su svoje povjerenstvo, od pripadnika branitelja imenovale braniteljske udruge s područja grada Splita. Zadaća mu je bila u koordinaciji s Gradom Splitom i nadležnim službama pratiti i koordinirati osnivanje muzeja te raditi na prikupljanju muzejske građe. Izabrana su četvorica iz redova 158. brigade HV, 6. domobranske pukovnije, 4. gardijske brigade Pauka, 9. bojne HOS-a, HRM-a i UHBDDR-a. Dogovoreno je da budući muzej svojom građom pokriva teritorij nekadašnjeg Zbornog područja Splita. Izabran je naziv Muzej Domovinskog rata u Splitu. Službeni nadnevak otkad se prikuplja građa je 26. studenoga 2015. godine, na dan kad je cijeli projekt predstavljen široj javnosti. Nakon dobivanja suglasnosti Ministarstva kulture Republike Hrvatske te ispunjavanja svih uvjeta koji su propisani, Muzej je osnovan 20. listopada 2017. godine.

## Vanjske poveznice
- Službene stranice
- Facebook